# René Carol
René Carol, bürgerlich Gerhard Tschirschnitz (* 11. April 1920 in Berlin; † 9. April 1978 in Minden), war ein deutscher Schlagersänger der 1950er und 1960er Jahre.

## Leben
Gerhard Tschirschnitz wuchs als Sohn eines Werkzeugmachers in Berlin auf und wollte zunächst Ingenieur werden. Er begann bei Telefunken in Berlin eine Mechanikerlehre und fiel bereits mit 14 Jahren als Sänger auf einer Betriebsfeier auf. Nach Ausbruch des Zweiten Weltkriegs wurde er zur Luftwaffe einberufen. In dieser Zeit hat er seine ersten Auftritte: als Parodist von Theo Lingen und Hans Moser. Bei Kriegsende geriet er in französische Kriegsgefangenschaft, aus der er im April 1946 nach Paris fliehen konnte. Dort trat er in Bars und Nachtclubs auf, und als er einen Pass benötigte, besorgte ihm ein französischer Unterweltler einen falschen auf den Namen René Carol. 
Ende 1946 gelang ihm die Rückkehr nach Deutschland und er ließ sich zunächst in Hamburg nieder. Als Karol mit den 30 Variationen trat er bald in ganz Deutschland auf. Bei einem seiner Auftritte im April 1949 wurde Kurt Feltz, Entdecker vieler deutscher Schlagerstars in den 1950er Jahren, auf ihn aufmerksam. Mit der Kurt-Feltz-Produktion Maria aus Bahia 1950 begann er eine lang anhaltende Sängerkarriere, deren Erfolg erst in den 1960er Jahren endete. 1953 verkaufte René Carol die Platte Rote Rosen, rote Lippen, roter Wein über 500.000 Mal. Seinen letzten großen Hit verbuchte er im Frühjahr 1960 mit dem Titel Kein Land kann schöner sein, der es bis auf den dritten Platz der Hitlisten schaffte. 
In den 1950er Jahren fiel Carol durch mehrere Verkehrsdelikte auf. So musste er 1955 für sechs Wochen wegen Fahrerflucht und fahrlässiger Körperverletzung ins Gefängnis. Carol sagte später über sich selbst: „Ich war ja völlig verrückt auf Autos, Alkohol und Frauen!“
Als seine Popularität zu sinken begann, sorgte seine Ehefrau Margit als seine Managerin dafür, dass er weiterhin Veranstalter für Konzerte und Tourneen fand. Anfang der 1960er Jahre hielt sich René Carol längere Zeit in Nordamerika auf, wo er bei Konzerten für deutschstämmige Amerikaner und Kanadier sein Publikum fand. Da er über seinen Cousin in Chicago einen festen Wohnsitz vorweisen konnte, gelang ihm der Beitritt zur US-amerikanischen Sängergewerkschaft, was diese Auftritte überhaupt erst ermöglichte. Speziell für seine amerikanischen Fans ließ Carol Platten mit Heimweh-nach-Deutschland-Themen pressen, die jedoch wenig Resonanz fanden. Eine davon, Warum bist du kein Matrose auf dem Bodensee wurde in kleiner Auflage auch in Deutschland bei Cornet veröffentlicht. Seine letzte Hitparaden-Notierung in Deutschland war 1963 Bianca Rosa auf dem 44. Rang. Dank einer Niederlande-Tournee kam der Titel dort sogar unter die besten zehn.
René Carol war dreimal verheiratet. In den späten 1960er Jahren zog er von Hamburg, wo er einen Bungalow besaß, nach Haselhorn in Warmsen (Samtgemeinde Uchte, Landkreis Nienburg/Weser). Nachdem er wegen eines kolorektalen Karzinoms noch im Klinikum Minden operiert worden war, starb er zwei Tage vor seinem 58. Geburtstag in Haselhorn. Dort wurde er zunächst auch beigesetzt. Seine letzte Ehefrau und Witwe Hannelore kehrte kurz darauf in ihre Heimatstadt Lüdenscheid zurück und sorgte dafür, dass er im Mai 1978 dorthin umgebettet wurde.

## Diskografie
Singles

| Jahr | Titel Album                                        | Höchstplatzierung, Gesamtwochen/‑monate, AuszeichnungChartsChartplatzierungen (Jahr, Titel, Album, Platzierungen, Wochen/Monate, Auszeichnungen, Anmerkungen) | Anmerkungen                                       |
| Jahr | Titel Album                                        | DE | Anmerkungen                                       |
| ---- | -------------------------------------------------- | --- | ------------------------------------------------- |
| 1954 | Deinen Namen den hab ich vergessen –               | DE6 (2 Mt.)DE | Charteinstieg: 1. Mai 1954                        |
| 1954 | Es blüht eine weiße Lilie –                        | DE40 (1 Mt.)DE | Charteinstieg: 1. Mai 1954                        |
| 1954 | Das letzte Wort, das Du mir sagtest –              | DE11 (1 Mt.)DE | Charteinstieg: 1. Juni 1954                       |
| 1954 | Wenn ich im Tagebuch der Liebe schöne Tage such’ – | DE16 (1 Mt.)DE | Charteinstieg: 1. Juli 1954                       |
| 1954 | Jede Nacht erklingt in Abazzia –                   | DE19 (1 Mt.)DE | Charteinstieg: 1. September 1954                  |
| 1954 | Die Donna gab dem Troubadour –                     | DE11 (3 Mt.)DE | Charteinstieg: 1. November 1954                   |
| 1954 | Sonne über der Adria –                             | DE18 (2 Mt.)DE | Charteinstieg: 1. Dezember 1954                   |
| 1955 | O Wandersmann –                                    | DE8 (2 Mt.)DE | Charteinstieg: 1. Juni 1955                       |
| 1955 | Vergiß mich nicht –                                | DE27 (1 Mt.)DE | Charteinstieg: 1. Dezember 1955 mit Lonny Kellner |
| 1960 | Kein Land kann schöner sein –                      | DE3 (9 Mt.)DE | Charteinstieg: 1. April 1960                      |
| 1960 | Das Schiff Deiner Sehnsucht –                      | DE22 (4 Mt.)DE | Charteinstieg: 1. Oktober 1960                    |
| 1960 | Mitten im Meer –                                   | DE14 (2 Mt.)DE | Charteinstieg: 1. November 1960                   |
| 1961 | Hafen-Marie –                                      | DE25 (1 Mt.)DE | Charteinstieg: 1. Mai 1961                        |
| 1961 | Ein Vagabunden-Herz –                              | DE25 (2 Mt.)DE | Charteinstieg: 1. Oktober 1961                    |
| 1962 | Der rote Wein –                                    | DE37 (2 Mt.)DE | Charteinstieg: 1. August 1962                     |
| 1963 | Prinzessin Sonnenschein –                          | DE37 (1 Mt.)DE | Charteinstieg: 1. Juli 1963                       |
| 1964 | Bianca Rosa –                                      | DE44 (2 Mt.)DE | Charteinstieg: 1. März 1964                       |

## Filmografie
- 1950: Symphonie einer Weltstadt
- 1953: Südliche Nächte
- 1953: Rote Rosen, rote Lippen, roter Wein
- 1954: Sonne über der Adria
- 1957: Die Beine von Dolores
- 1961: Wir wollen niemals auseinandergehn

## Auszeichnungen
- 1960: Silberner Löwe von Radio Luxemburg für Kein Land kann schöner sein